# Agrophilosophie (essai)
Agrophilosophie, publié en 2024, est un essai de Gaspard Koenig. Mêlant des références philosophiques, des découvertes botaniques et des réflexions politiques, cet ouvrage présente  ce que l'auteur dénomme l'Agrophilosophie. Il y exprime deux passions : la nature et la liberté. Il imagine une société en accord avec le cycle de l'humus.

## Accueil Critiques
- « Ce nouvel essai de Gaspard Kœnig, philosophe, romancier, journaliste mais aussi trublion politique, auteur déjà d’une quinzaine d’essais, récits et romans. Esprit libre, plume alerte, ce normalien agrégé en rupture d’académisme est ami des paradoxes : passionné par la pensée libérale, il ferraille contre le néolibéralisme, attentif à la complexité du monde, il milite pour la simplification des règles. Avec l’agrophilosophie, il cherche aujourd’hui de nouveaux chemins pour réconcilier liberté d’entreprendre et respect de l’environnement, progrès et décroissance, écologie et humanisme. Rien de moins »[1].
- « Si homme vient d’humus, détruire l’humus revient à perdre notre humanité. »[2]
- « Gaspard Koenig a entrepris de cultiver son jardin, en l'occurrence un hectare en Normandie. Un potager, un verger, une friche, quelques massifs fleuris. », « Dis-moi comment tu cultives ton jardin, je te dirai qui tu es ! »[3].
- « Il est cohérent d’être opposé à la bureaucratie et au jardin à la française »[4]
- « Dans “Agrophilosophie”, Gaspard Kœnig rêve “d’une agriculture qui produise sans nuire” » Philosophe et homme politique libéral, aujourd’hui néorural, Gaspard Kœnig invoque Thoreau, Locke, Rousseau etc. afin d’alimenter une réflexion visant à réconcilier progrès et respect de la nature[5].

## Tables des matières
Cultiver son jardin
I Le verger « Cueillir »
- Le poirier de saint Augustin Jouir de la nature
- Les pommes de John Locke Repenser le droit de propriété
- Le pommier sauvage de Thoreau Désobéir

II Le potager « Produire »
- Les grains de Quesnay Aux origines du productivisme
- Les haricots de Thoreau
- Les oliviers de Thalès Pour un marché non croissant

III La friche « Laisser pousser »
- Les anémones de George Sand Ecoféminisme
- La ronce de Proudhon Eco-anarchisme
- La forêt de Kant Eco multiralisme

IV Le Jardin « Embellir »
- Les haies de Hegel Domination
- Les chèvrefeuilles de Rousseau Imitation
- Le gattilier de Socrates Réconciliation

V Le sol « Vivre et mourir »
- L'humus d'Élisée Reclus Pour une écologie humaniste